# Künstlerleben
Künstlerleben (Vita da artista) op. 316, è un valzer di Johann Strauss (figlio).
Analogamente al valzer An der schönen Blauen Donau (Sul bel Danubio blu), op. 314, anche il valzer Künstlerleben appartiene alla serie di composizioni che vennero create in occasione dei festeggiamenti per il Carnevale del 1867, composizioni alle quali fu affidato il delicato compito di riportare allegria e gioia di vivere durante i festeggiamenti di quell'anno, profondamente turbato dalla pesante sconfitta militare subita ad opera dei prussiani nella battaglia di Königgrätz (estate 1866).
I tre fratelli Strauss fecero pieno ricorso a tutte le loro doti creative al fine di poter creare delle melodie che potessero assolvere a questo delicato impegno il meglio possibile. Nonostante le avversità, e contro ogni aspettativa, gli Strauss riuscirono nel loro intento (soprattutto nel caso di Johann e Josef) e i loro lavori riportarono nei viennesi la voglia di ricominciare a vivere.
Il valzer Künstlerleben, che Johann Strauss stesso eseguì per la prima volta in occasione del ballo Hesperus nel Dianabad-Saal il 18 febbraio 1867 (appena tre giorni dopo la prima di An der schönen Blauen Donau), venne dedicato a tutti coloro che come scultori, pittori, poeti, autori, artisti e musicisti contribuivano a fare di Vienna un importante centro culturale.
Il valzer cominciò ad essere abbozzato nel tardo autunno del 1866, circa lo stesso periodo di An der schönen Blauen Donau.
Al pubblicò viennese bastò ascoltare una sola volta Künstlerleben per decretarlo capolavoro del Carnevale di Vienna 1867, e quando Strauss si recò a Parigi alla fine di maggio per iniziare una serie di concerti, sua moglie Jetty, che lo accompagnava, scrisse ad un amico di Vienna una lettera nella quale riferiva del grande successo che il marito stava ottenendo nella capitale francese.